# Witchcult Today
Witchcult Today är doom metal-bandet Electric Wizards sjätte album, utgivet 2007 på skivbolagen Rise Above i Europa respektive Candlelight Records i USA.

## Låtlista
1. "Witchcult Today" - 7:54
2. "Dunwich" - 5:34
3. "Satanic Rites of Drugula" - 6:06
4. "Raptus" - 2:13
5. "The Chosen Few" - 8:18
6. "Torquemada '71" - 6:42
7. "Black Magic Rituals & Perversions" - 11:01
I. "Frisson Des Vampires"
II. "Zora"
8. "Saturnine" - 11:04